# Louis-Guillaume en Bavière (1831-1920)
Pour les articles homonymes, voir Louis-Guillaume en Bavière.
Louis Guillaume, duc en Bavière, né le 21 juin 1831 à Munich, et mort le 6 novembre 1920 à Munich, est un membre de la Maison royale de Bavière.

## Biographie

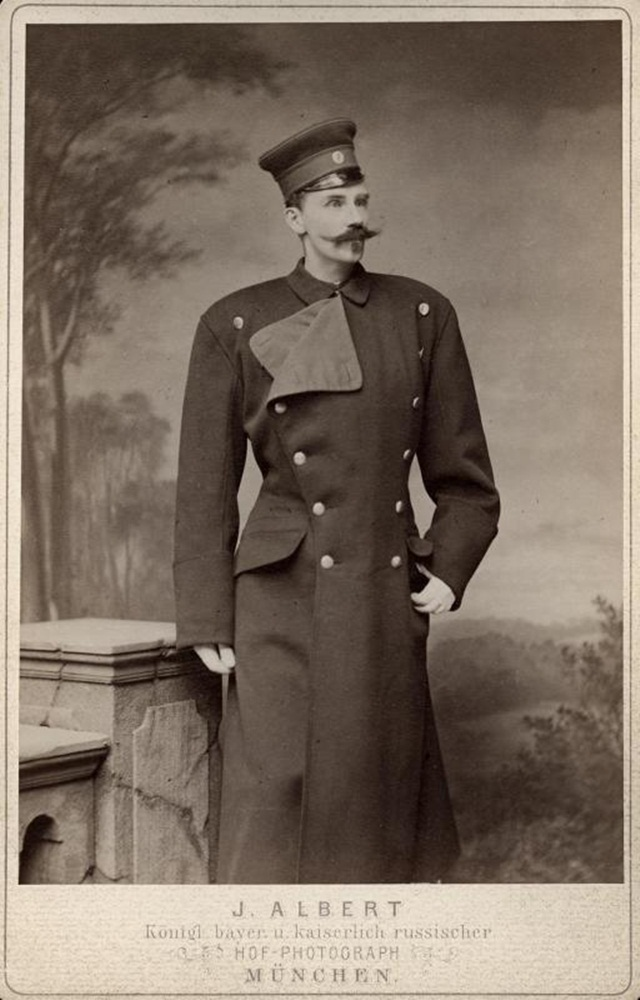
Louis-Guillaume en Bavière.

Petit-fils du roi Maximilien Ier de Bavière, fils aîné de l'anticonformiste Maximilien en Bavière, duc en Bavière et de Ludovica de Bavière et héritier du titre, il est le frère aîné de l'impératrice Élisabeth d'Autriche, la célèbre Sissi, la reine des Deux-Siciles Marie en Bavière, la princesse de Thurn et Taxis Hélène en Bavière, la duchesse d'Alençon Sophie-Charlotte en Bavière. Il a également deux frères, le duc Charles-Théodore en Bavière né en 1839 et le duc Maximilien en Bavière né en 1849. Il est un proche parent de toutes les têtes couronnées d'Europe.
Passionné de théâtre, Louis-Guillaume en Bavière s'éprend d'une jeune comédienne à qui il fait deux enfants et qu'il épouse morganatiquement en 1859 Henriette Mendel (1833-1891), titrée pour l'occasion baronne de Wallersee. Conformément aux règles de succession des dynasties allemandes, les deux enfants, Marie Louise de Wallersee (1858-1940) et Charles de Wallersee (1859-1859), portent le nom et le titre de leur mère et ne sont pas dynastes. La jeune Marie-Louise de Wallersee est introduite à la cour de Vienne par sa tante et mariée dans la noblesse tchèque par sa tante, l'anti-conformmiste Sissi. Elle est aussi proche de son cousin, le Kronprinz Rodolphe.
Pour pouvoir épouser la femme qu'il aime, le duc Louis-Guillaume renonce à ses titres et se retrouve exclu de la Maison royale de Bavière. Il ne lui est confié aucun rôle officiel, mais ses parents et ses frères et sœurs lui conservent leur affection et respectent leur belle-fille et belle-sœur qui se comporte avec un tact exemplaire. Le duc Charles-Théodore, devenu héritier du titre, épouse quant à lui sa cousine, la princesse Sophie de Saxe qui meurt à l'âge de 22 ans. Désespéré par son impuissance face à la maladie, le jeune duc, au grand dam de sa famille, démissionne de l'armée bavaroise et devient un ophtalmologue réputé, soignant les plus démunis, avec l'aide de sa seconde épouse, une très catholique princesse portugaise.
Veuf, Louis-Guillaume en Bavière épouse en 1892 Antonie Barth (de) (1871-1956), artiste de cirque qui a quarante ans de moins que lui, créée pour l'occasion baronne von Bartolf. L'empereur François-Joseph, si sévère sur les convenances et si exigeant sur le respect de l'étiquette, considérant une photo montrant avantageusement sa nouvelle belle-sœur, faisant preuve de solidarité masculine et, lui même très proche de la comédienne Katharina Schratt, se montre compréhensif envers son beau-frère. En revanche, ulcérée, la fille du duc, elle-même divorcée et remariée avec un chanteur lyrique, directeur de l'opéra de Metz, se brouille définitivement avec son père. Le couple divorce en 1913.
Le duc Louis-Guillaume survit à la chute de la monarchie bavaroise et s'éteint à Munich en 1920 à l'âge de 89 ans.